# Lakatuli
Lakatuli is een bestuurslaag in het regentschap Alor van de provincie Oost-Nusa Tenggara, Indonesië. Lakatuli telt 809 inwoners (volkstelling 2010).